# Franc CFP
Francul CFP (în franceză franc CFP) cunoscut și sub denumirea de francul Pacific (în franceză franc Pacifique) este o monedă care are curs în colectivitățile franceze din Oceanul Pacific: Noua Caledonie, Polinezia Franceză și Wallis și Futuna. Francul CFP are codul ISO 4217: XPF. „Institutul de emitere de peste mări” (în franceză Institut d'émission d'outre-mer, cu sigla  IEOM) este banca centrală a teritoriilor franceze din Pacific.

## Istorie
Francul CFP a fost creat în decembrie 1945, în același timp cu francul CFA, după acordurile de la Bretton Woods.
După un studiu al serviciilor Adunării Polineziei Franceze, în mod legal, francul CFP semnifică „franc al Coloniilor Franceze din Pacific”, denumire fixată prin decretul din 26 decembrie 1945. Deși denumirea CFP a evoluat în „Communauté financière du Pacifique” (în română Comunitatea Financiară a Pacificului), iar astăzi în „Change Franc Pacifique”, nu există niciun text oficial care să modifice denumirea din 1945. O ordonanță din 15 septembrie 2021, care a intrat în vigoare la 26 februarie 2022, definește denumirea de franc CFP drept „francul comunităților franceze din Pacific”..

## Paritate
Paritatea oficială a francului Pacific este fixată de decretul din 31 decembrie 1998 la:
- 1 000 XPF = 8,38 € (exact)
- 1 XPF = 0,008 38 €
- 1 € ≈ 119,3317 XPF (circa)

Astfel, păstrându-și moneda, colectivitățile franceze din Pacific (Noua Caledonie, Polinezia Franceză și teritoriul insulelor Wallis și Futuna) beneficiază de efectele pozitive ale monedei unice europene și îndeosebi de accesul fără risc la schimbul pe piețele din Zona euro.
Deși fixă, paritatea francului CFP a evoluat de la crearea sa. Din 1945 în 1998, paritatea francului Pacific era fixată în raport cu cea a francului francez, dar după 1999 și adoptarea de către Franța a monedei euro ca deviză oficială, nu mai există rată directă de conversie între francul CFP și francul francez, iar paritatea francului CFP este fixată în raport cu moneda euro.
Evoluția parităților:
- 26 decembrie 1945: 100 F CFP = 240 aFRF (aFRF = franc francez vechi)
- 26 ianuarie 1948: 100 F CFP = 432 aFRF
- 18 octombrie 1948: 100 F CFP = 531 aFRF
- 27 aprilie 1949: 100 F CFP = 548 aFRF
- 20 septembrie 1949: 100 F CFP = 550 aFRF (începutul parității parității fixe cu francul, apoi euro)
- 1 ianuarie 1960: 100 F CFP = 5,50 FRF (trecerea la «noul franc»: 1 FRF = 100 aFRF)
- 1 ianuarie 1999: 1 000 F CFP = 8,38 €[5] adică 100 F CFP ≈ 5,497 FRF.[6]

Constatăm că trecerea de la paritatea cu francul francez la paritatea cu euro a devalorizat foarte ușor francul Pacific în raport cu francul francez, deoarece rata parității cu euro a fost rotunjită. Dar acest lucru a indus avantajul păstrării unei rate de conversie exacte cu euro, și limitarea erorilor de rotunjire care s-ar fi diseminat în economia francului CFP prin trecerea la euro. Ușoara diferență cauzată de această devalorizare a fost compensată printr-un aport al Băncii Franței la fondul legal al IROM garantând valoarea francului CFP pe lângă băncile și instituțiile monetare internaționale. Această diferență este de asemenea inferioară variațiilor zilnice ale cotărilor monedei euro sau ale francului Pacific față de alte devize pe piețele internaționale.

## Numismatică

### Monede
Două tipuri de monede sunt emise în prezent: primul tip circulă în Noua Caledonie și în Wallis și Futuna, iar al doilea tip în Polinezia Franceză. Ambele tipuri cuprind monede de 1, 2, 5, 10, 20, 50 și 100 de franci CFP. Aversul comun o reprezintă pe Minerva pe piesele de 1, 2 și 5 franci CFP, iar Marianne este reprezentată pe piesele de valori mai mari: 10, 20, 50 și 100 franci CFP.
- Piesele de 1, 2 și 5 F CFP: nichel și magneziu;
- Piesele de 10, 20 și 50 F CFP: nichel;
- Piesele de 100 F CFP: nichel, cupru și aluminiu.

Reversul pieselor poartă numele teritoriului, valoarea nominală și o ilustrație:
- Noua Caledonie și Wallis și Futuna :
  - Piesele de 1, 2 și 5 F CFP: un cagou cu aripile desfășurate;
  - Piesele de 10 F CFP: o pirogă cu velă în fața unui peisaj de coastă;
  - Piesele de 20 F CFP: trei capete de zebu de crescătorie;
  - Piesele de 50 și 100 F CFP: o colibă kanak[7] înconjurată de trei pini colinari și de un cocotier.

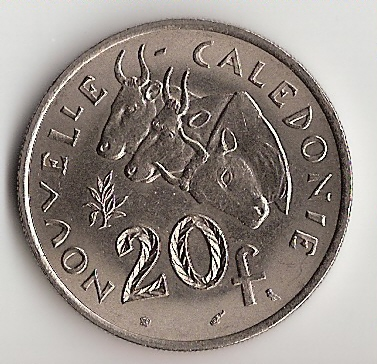
Piesă de 20 F CFP (XPF) (Noua Caledonie); revers: circular, NOVVELLE CALEDONIE, trei capete de zebu, valoarea nominală: 20 f
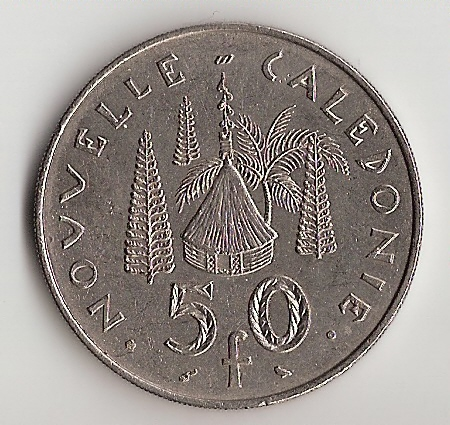
Piesă de 50 F CFP (XPF) (Noua Caledonie); revers: circular, NOVVELLE CALEDONIE, colibă „kanak”, înconjurată de trei pini colinari şi de un cocotier, valoarea nominală, 50 f
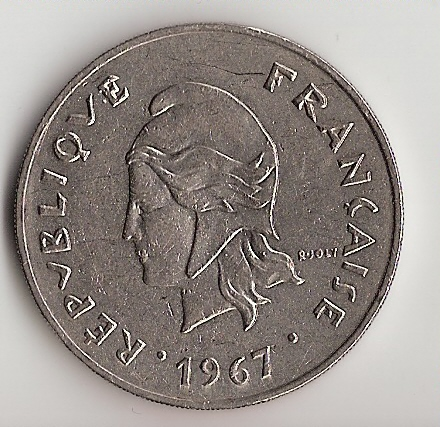
Avers comun al monedelor de 10, 20, 50 şi de 100 F CFP (XPF), circular, RÉPVBLIQVE FRANÇAISE, în centrul câmpului monedei reprezentarea Mariannei, cap spre stânga; sub gât, milesimul, 1967.

- Polinezia franceză:
  - Piesele de 1, 2 și 5 F CFP: un peisaj costier;
  - Piesele de 10 F CFP: doi Tiki[8] spate-în-spate (reprezentarea spiritelor polineziene);
  - Piesele de 20 F CFP: un uru, fruct al arborelui de pâine;
  - Piesele de 50 și 100 F CFP: un peisaj costier și de relief cu casă piloni și pirogă cu balansoar.

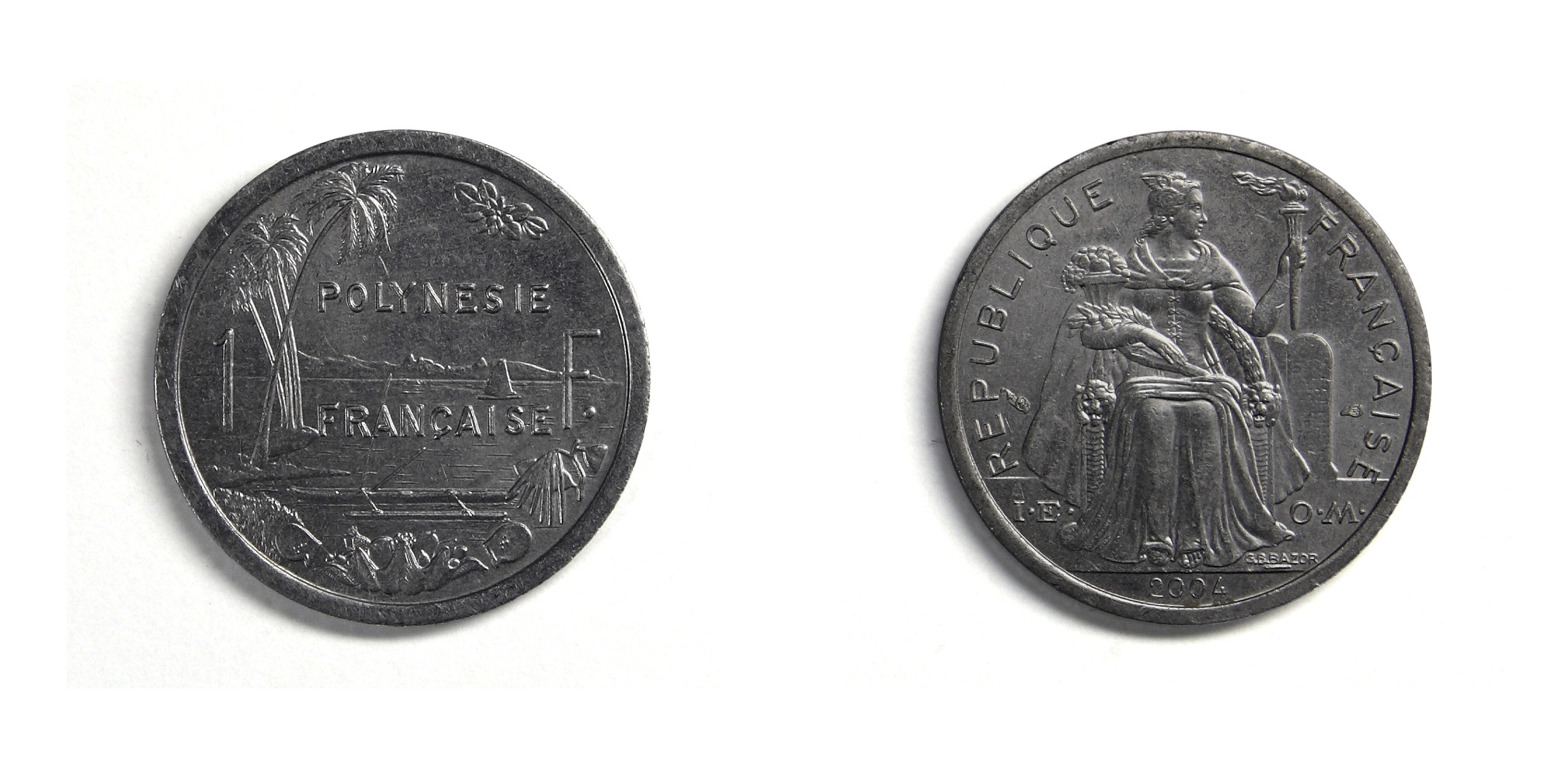
Piesă de 1 F CFP, 2004 (Polinezia Franceză).
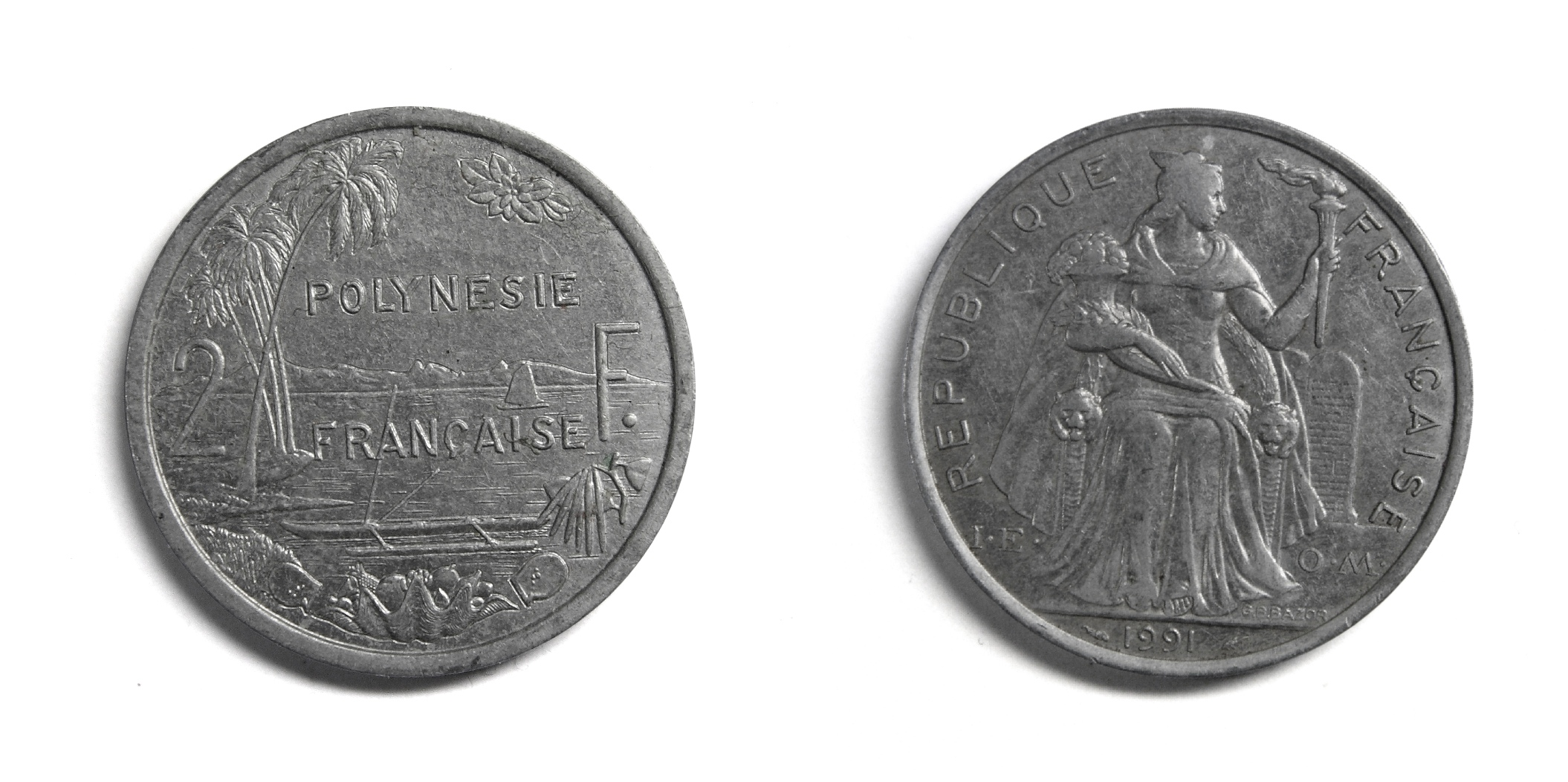
Piesă de 2 F CFP, 1991 (Polinezia Franceză).
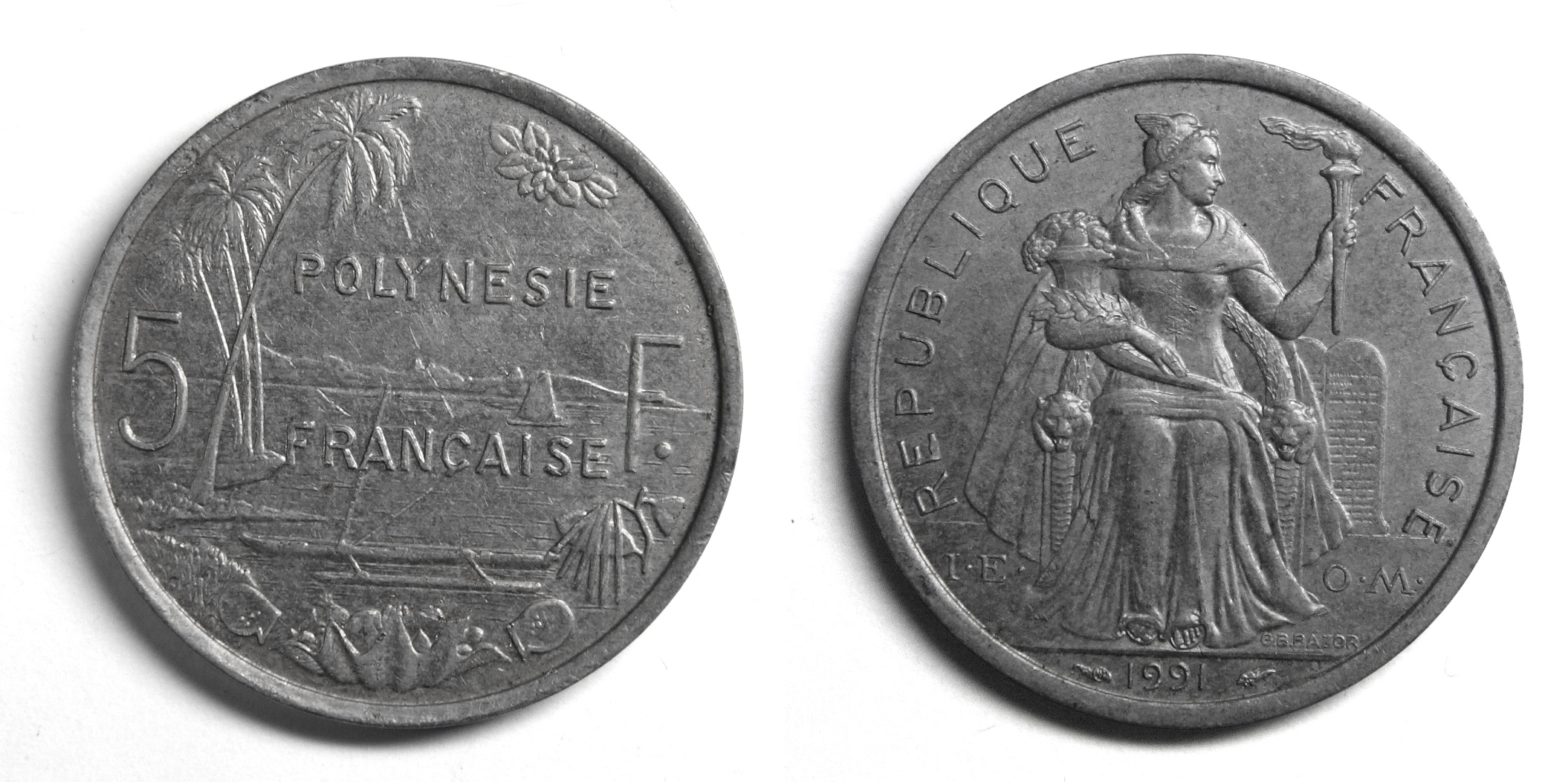
Piesă de 5 F CFP, 1991 (Polinezia Franceză).
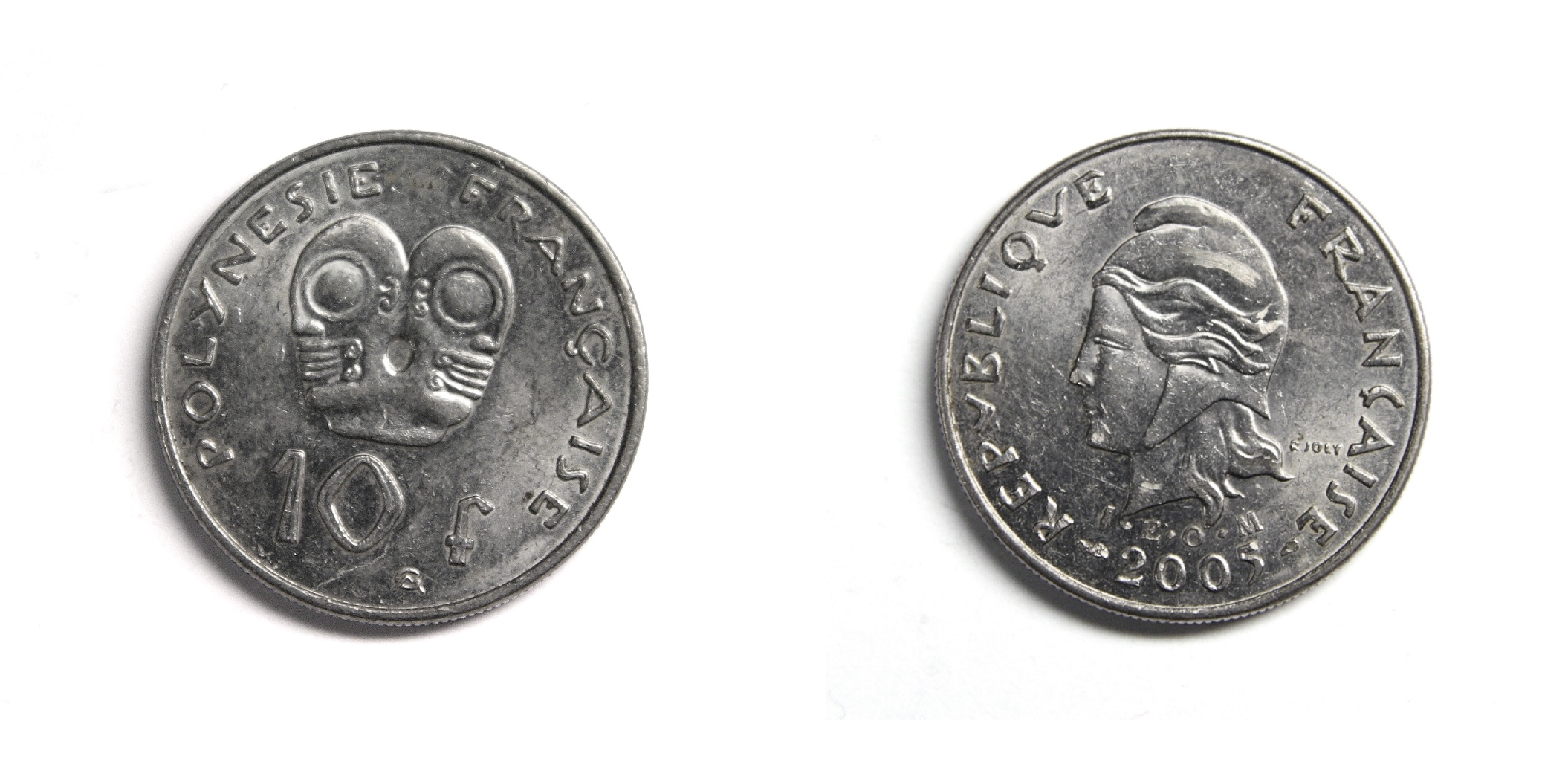
Piesă de 10 F CFP, 2005 (Polinezia Franceză).
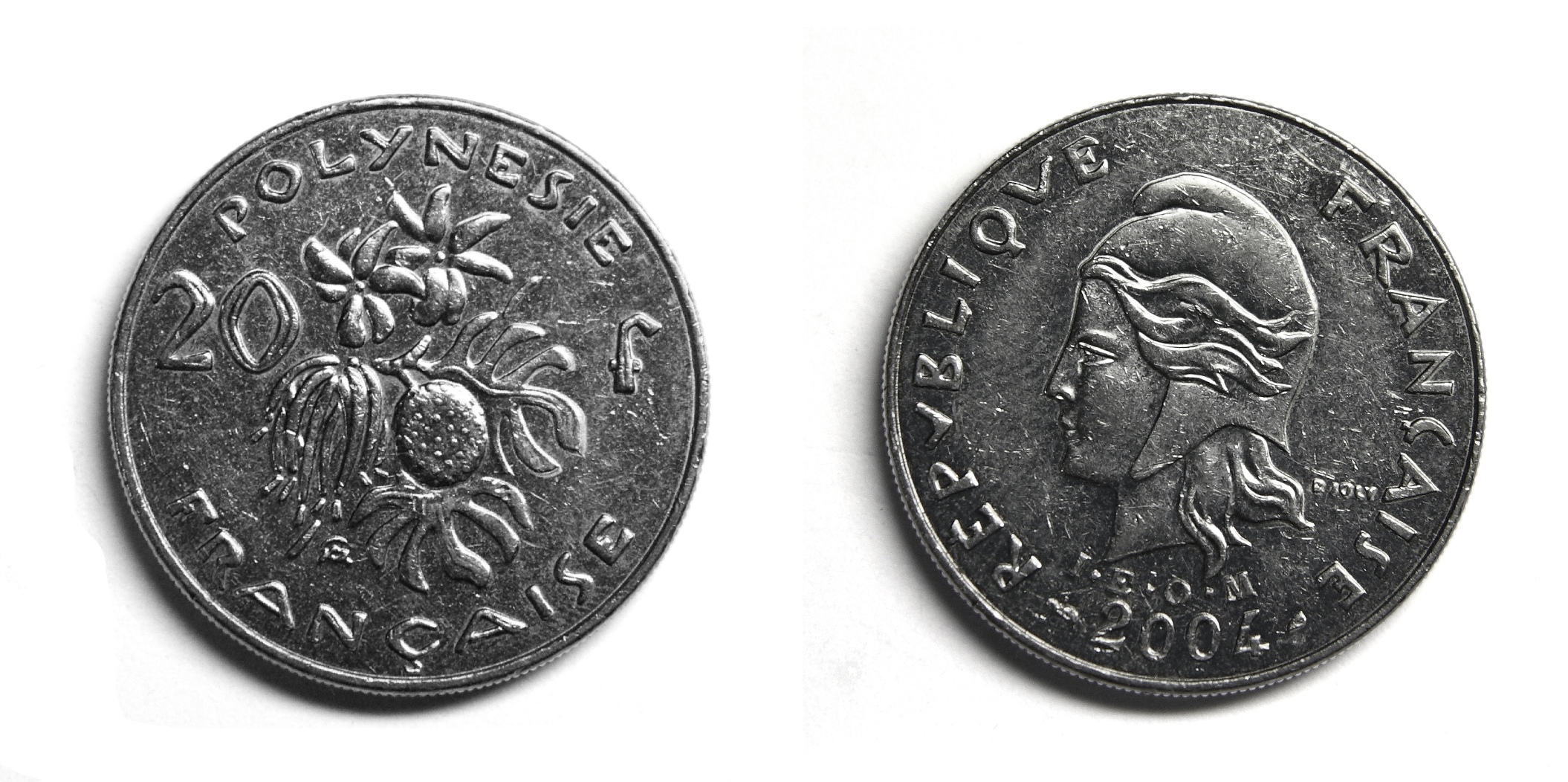
Piesă de 20 F CFP, 2004 (Polinezia Franceză).
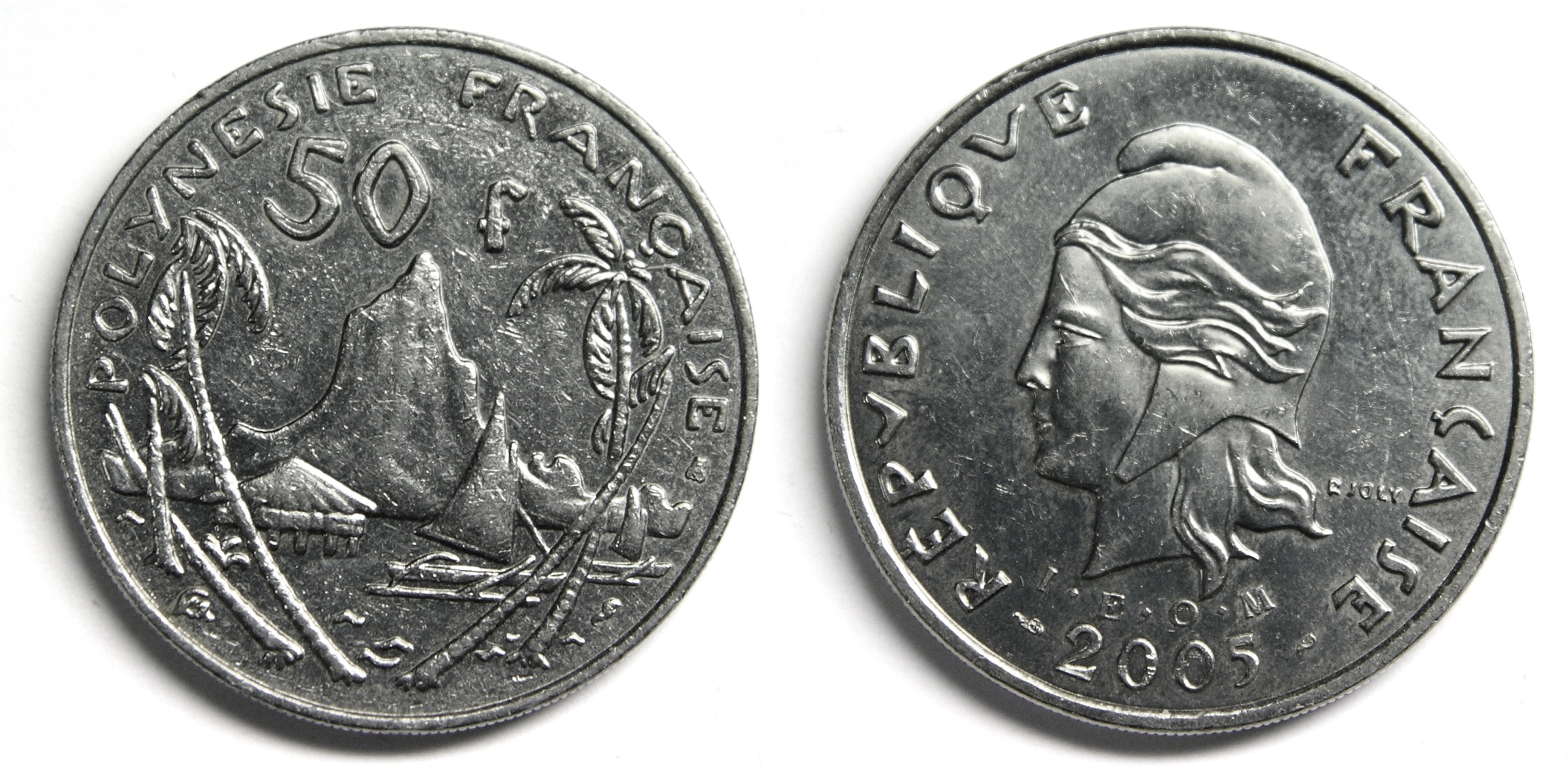
Piesă de 50 F CFP, 2005 (Polinezia Franceză).
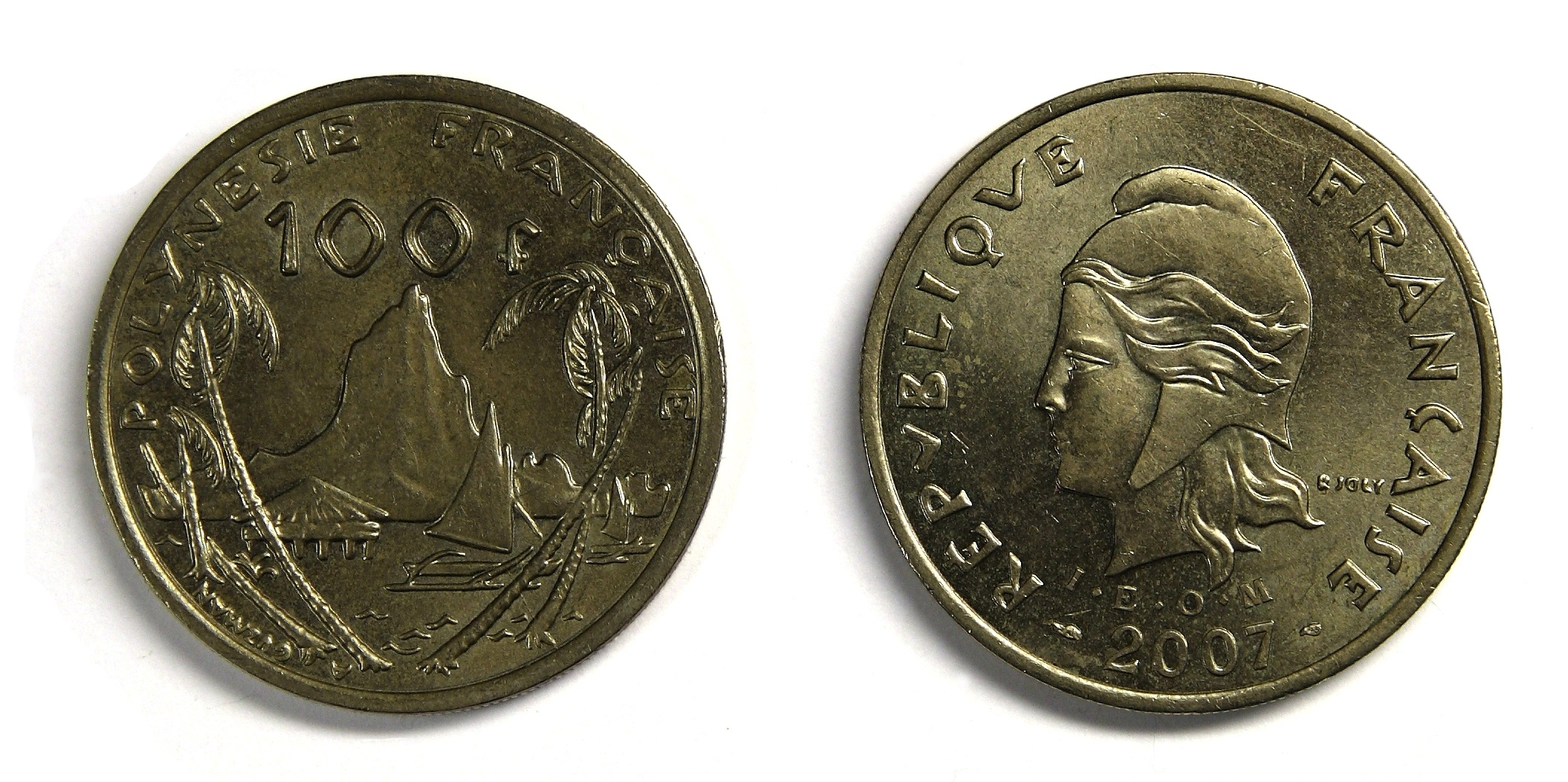
Pièce de 100 F CFP, 2007 (Polinezia Franceză).

### Bancnote

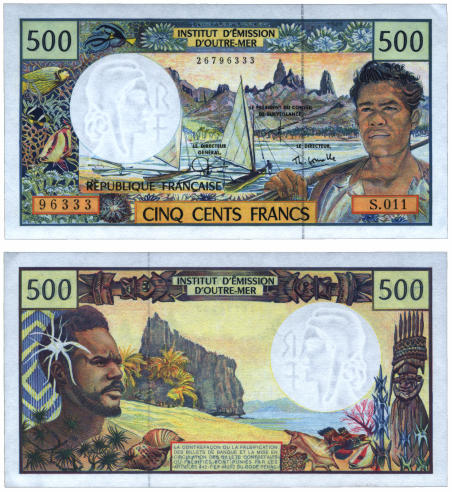
Bancnotă de 500 F CFP.

Din 1992, bancnotele nu se mai deosebesc între ele prin centrele de reședință ale teritoriilor lor de emisiune,  (Nouméa sau Papeete).
Sunt în circulație patru valori:
- Bancnote de 500 F CFP = 4,19 € exact (adică circa 27,48 FRF) ;
- Bancnote de 1 000 F CFP = 8,38 € exact (adică circa 54,97 FRF) ;
- Bancnote de 5 000 F CFP = 41,90 € exact (adică circa 274,85 FRF) ;
- Bancnote de 10 000 F CFP = 83,80 € exact (adică circa 549,69 FRF).

### Articole conexe
- Franc francez
- Zona francului
- Euro